# Elytrimitatrix pseudovittata
Elytrimitatrix pseudovittata är en skalbaggsart som beskrevs av Santos-silva och Hovore 2008. Elytrimitatrix pseudovittata ingår i släktet Elytrimitatrix och familjen långhorningar.
Artens utbredningsområde är Guatemala. Inga underarter finns listade i Catalogue of Life.